# Dolmen de Beaumont (Entrecasteaux)
Le dolmen de Beaumont est un dolmen situé à Entrecasteaux, dans le département du Var en France.

## Description
Il a été édifié au sommet d'une petite colline qui domine la vallée de l'Argens. L'édifice a été réutilisé comme cabane par les chasseurs et son architecture a été modifiée par les aménagements qu'ils y ont pratiqués.
Le dolmen proprement dit est légèrement décentré au nord du tumulus qui mesure environ 10 m de diamètre. La chambre sépulcrale de forme sensiblement carrée (1,30 m de côté) est délimitée par quatre orthostates. Le couloir n'est plus visible mais devait probablement se situer dans l'angle nord-ouest de la chambre où une ouverture est visible.
Georges Bérard y a recueilli quelques fragments d'ossements humains et trois dents mais aucun instrument lithique ou élément de parure.